# Morpho anaxibia
Espèce
Morpho anaxibia est une espèce d'insectes lépidoptères (papillons) de la famille des nymphalidés.

## Description
Morpho anaxibia est un très grand papillon, d'une envergure qui varie de 140 à 160 mm, au bord externe des ailes antérieures concave avec un dimorphisme sexuel : les femelles sont plus grandes que les mâles. Le dessus des ailes du mâle est de couleur bleu avec une bordure marginale marron ornée d'une ligne submarginale de marques. Le revers est marron gris marbré.

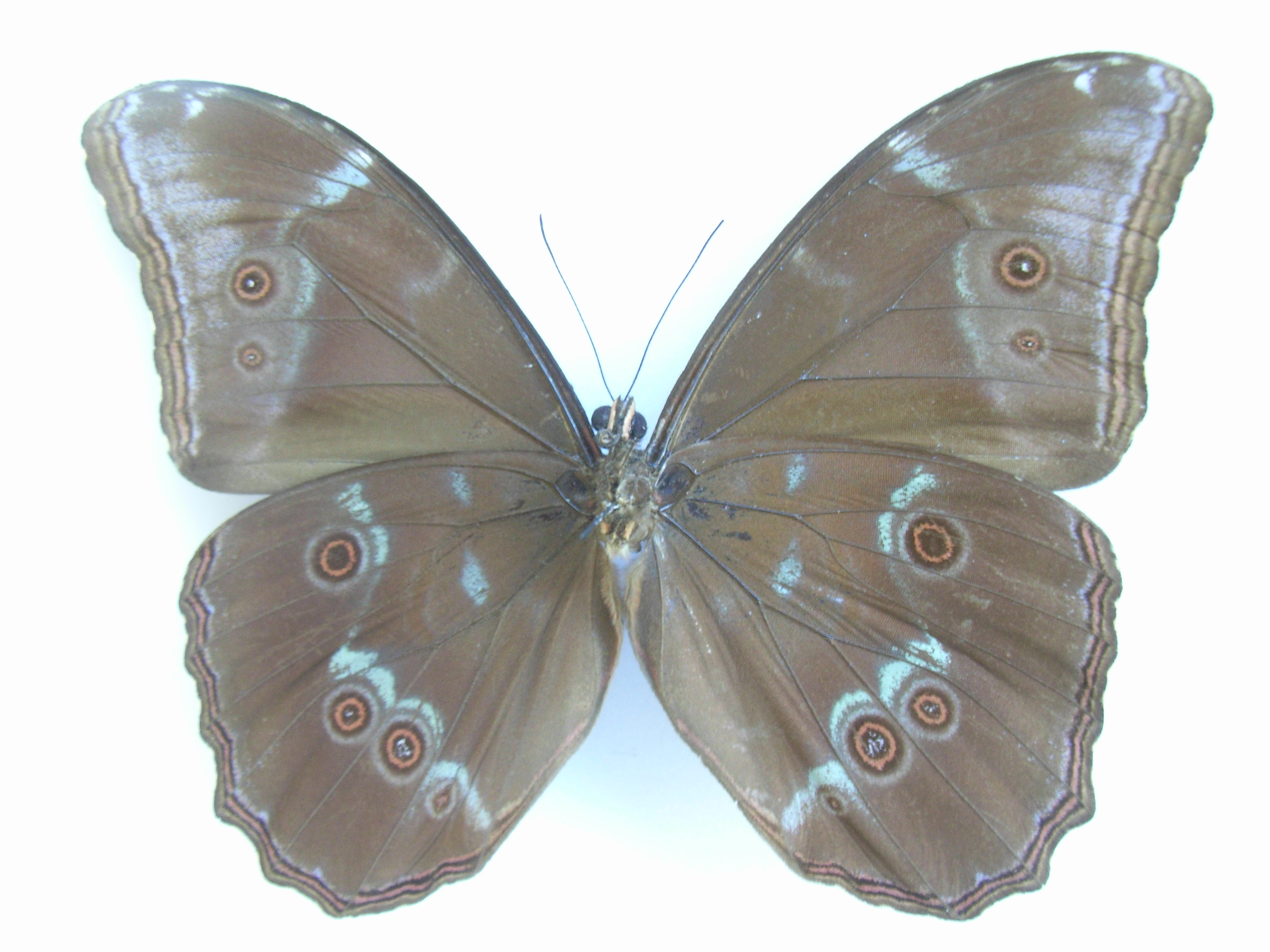
revers de Morpho anaxibia

## Écologie et distribution
Morpho anaxibia est endémique du sud du Brésil.

## Classification
Morpho anaxibia a été décrit par Eugen Johann Christoph Esper en 1801 sous le nom initial de Papilio anaxibia. L'espèce appartient au sous-genre Iphixibia (Le Moult et Réal, 1962).

### Sous-espèces
- Morpho anaxibia anaxibia (Esper, 1801)

- Morpho anaxibia pelias (Fruhstorfer, 1913)
- Morpho anaxibia calliphon (Fruhstorfer, 1916)